# Abacena plumbealis
Abacena plumbealis là một loài bướm đêm trong họ Noctuidae.